# Озерки (Нестеровський район)
Озерки (рос. Озерки) — селище Нестеровського району, Калінінградської області Росії. Входить до складу Чистопрудненського сільського поселення.
Населення —  17 осіб (2015 рік). 

## Населення
| 2002 | 2010 |
| ---- | ---- |
| 22   | ↘17  |